# نقشه‌نگاری وب

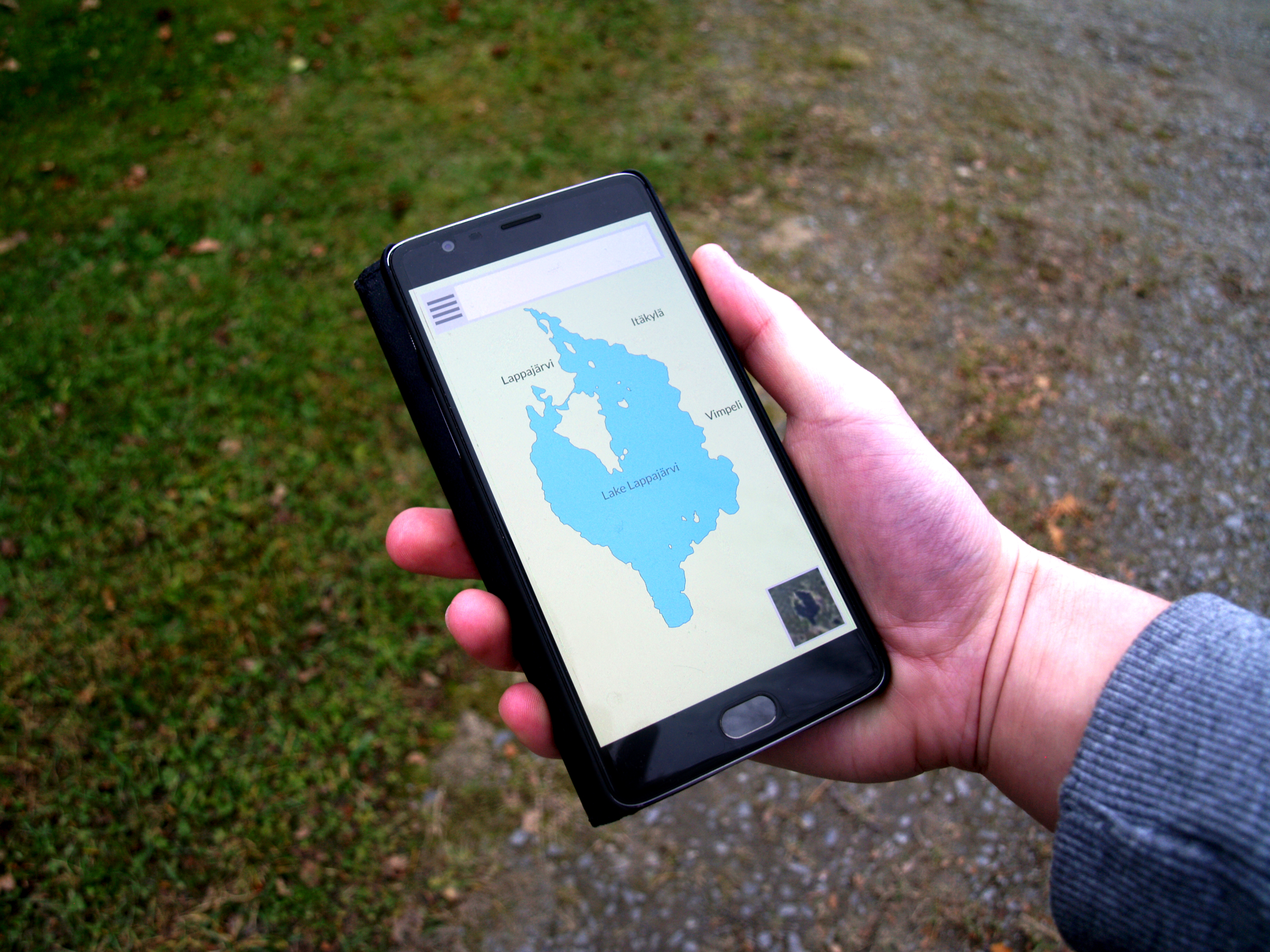
نقشه‌نگاری وب با یک تلفن هوشمند

نقشه‌نگاری وب یا نقشه‌برداری آنلاین (انگلیسی: Web mapping) فرایند استفاده از نقشه‌ها است که معمولاً از طریق سیستم‌های اطلاعات جغرافیایی (GIS) در اینترنت و به‌طور خاص در شبکه جهانی وب (WWW) ایجاد می‌شود. یک نقشه وب یا یک نقشه آنلاین هم ارائه می‌شود و هم مصرف می‌شود، بنابراین نقشه‌برداری وب چیزی بیش از نقشه‌نگاری وب است، این سرویسی است که توسط آن مصرف‌کنندگان می‌توانند آنچه را که نقشه نشان می‌دهد انتخاب کنند. وب GIS بر جنبه‌های پردازش داده‌های جغرافیایی بیشتر با جنبه‌های طراحی مانند جمع‌آوری داده‌ها و معماری نرم‌افزار سرور مانند ذخیره‌سازی داده‌ها و الگوریتم‌ها تأکید می‌کند تا گزارش‌های کاربر نهایی.
اصطلاحات وب GIS و نقشه‌برداری وب تا حدودی مترادف هستند. Web GIS از نقشه‌های وب استفاده می‌کند و کاربران نهایی که نقشه‌برداری وب را انجام می‌دهند، قابلیت‌های تحلیلی به دست می‌آورند. اصطلاح خدمات مبتنی بر مکان به نقشه‌برداری وب کالاها و خدمات مصرفی اشاره دارد. نقشه‌برداری وب معمولاً شامل یک مرورگر وب یا سایر عامل‌های کاربر می‌شود که قادر به تعامل مشتری و سرور است.[۴] پرسش‌های مربوط به کیفیت، قابلیت استفاده، مزایای اجتماعی و محدودیت‌های قانونی باعث تکامل آن می‌شوند.
ظهور نقشه‌نگاری وب را می‌توان به عنوان یک گرایش جدید بزرگ در نقشه‌کشی در نظر گرفت. تا همین اواخر، نقشه‌برداری محدود به چند شرکت، مؤسسه و آژانس نقشه‌برداری بود و به سخت‌افزار و نرم‌افزار نسبتاً گران‌قیمت و پیچیده و همچنین نقشه‌برداران ماهر و مهندسین ژئوماتیک نیاز داشت.
نقشه‌برداری وب مجموعهٔ داده‌های جغرافیایی بسیاری را به همراه داشته‌است، از جمله داده‌های رایگان تولید شده توسط OpenStreetMap و مجموعهٔ داده‌های اختصاصی متعلق به HERE, Huawei, Google, Tencent, TomTom و دیگران. طیف وسیعی از
برای تولید نقشه‌ها نیز در کنار ابزارهای اختصاصی مانند آرک جی‌آی‌اس (ArcGIS) طراحی و پیاده‌سازی شده‌است. در نتیجه، موانع ورود برای ارائهٔ نقشه‌ها در وب کاهش یافته‌است.